# Llanura abisal

Diagrama de los ecosistemas oceánicos. La zona C corresponde a la llanura abisal.

La llanura abisal es una extensión de terreno llano en la zona más profunda de los mares y océanos.
Se localiza entre los 3000 y 7000 metros de profundidad.
Las llanuras abisales suponen aproximadamente el 50 % del fondo del océano y su profundidad oscila entre los 3000 y los 6000 m. Suelen quedar entre el pie del talud continental y una dorsal oceánica o una fosa.
Son las principales zonas de sedimentación del planeta; bajo la capa de sedimentos, se encuentra la corteza oceánica, formada por silicatos magnésicos que componen rocas de tipo basáltico. Estas rocas tienen su origen en las dorsales oceánicas, por la solidificación del magma que por ellas aflora a la superficie, y se destruyen en las zonas de subducción, junto a los continentes, donde se introducen de nuevo en el magma.

## Elementos destacados del relieve
Entre los escasos elementos destacados del relieve de las llanuras abisales se encuentran:
- Colina volcánica: colina submarina formada por la acumulación de materiales provenientes de una erupción volcánica.
- Isla volcánica: colina volcánica que, por sus dimensiones, llega a emerger de la superficie del mar formando una isla.
- Guyot: estructura tabular submarina cuyo origen no está claro; se considera que pueden tratarse de islas volcánicas que fueron erosionadas al estar emergidas, quedando así su cima plana, y volvieron a hundirse en el fondo del mar.

## Vida

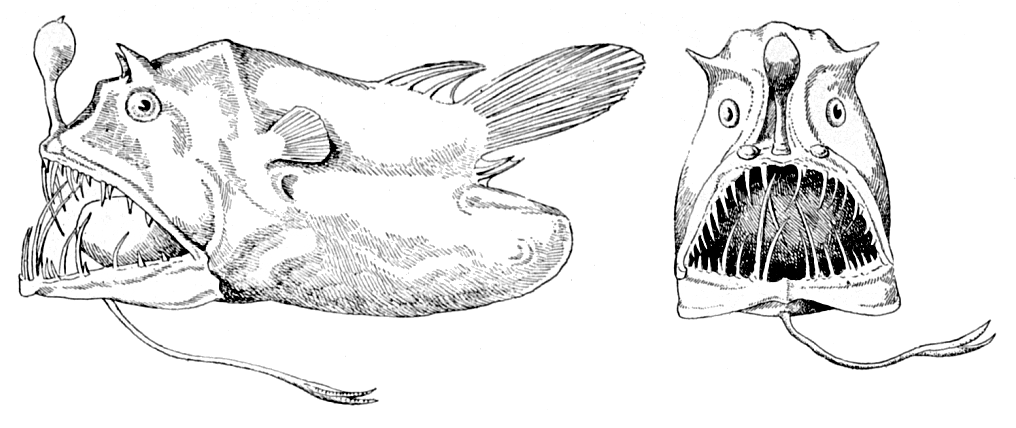
Linophryne lucifera, un pez abisal con un apéndice frontal bioluminiscente.

A la llanura abisal no llega la luz del sol; consecuentemente, apenas alberga vida, conformada principalmente por bacterias quimiosintéticas (que no realizan la fotosíntesis sino un proceso análogo desencadenado por los productos gaseosos provenientes del subsuelo en zonas volcánicas) además de algunos animales invertebrados (p. ej., gusanos) y vertebrados (algunos peces).
Los peces abisales están dotados de bocas grandes y, debido a la falta de luz, no cazan sino que tienden trampas a las presas potenciales; para ello, muchos se sirven de la bioluminiscencia, poseyendo apéndices luminosos que llaman la atención de las presas de modo que estas se acercan a ellos, siendo atrapadas entonces por las potentes mandíbulas de estos peces.
- Datos: Q570554